# Лабиринт отражений
«Лабири́нт отраже́ний» — роман российского писателя-фантаста Сергея Лукьяненко, первая часть трилогии в стиле киберпанк о виртуальном городе Диптаун. Роман был написан в 1997 году и впервые опубликован издательством «АСТ» в том же году в серии «Звёздный лабиринт». Вместе с романами «Фальшивые зеркала» и «Прозрачные витражи» входит в цикл «Лабиринт отражений».
Действие романа одновременно происходит в реальном Санкт-Петербурге и виртуальном городе Диптаун, созданном после изобретения способа перемещаться в виртуальный мир — называемый "глубиной". Только некоторые люди — "дайверы" — могли свободно покинуть глубину, в то время как остальные пользовались специальными таймерами. Дайверу Леониду предстоит спасти из компьютерной игры застрявшего в ней пользователя.
В 1998 году роман был отмечен премией крупнейшего всероссийского конвента любителей фантастики, фэнтези и ролевых игр — «Зиланткон». Был номинирован на премию «Сигма-Ф» — приз читательских симпатий журнала «Если».

## Вселенная
В 1994 году безвестный московский хакер Дмитрий Дибенко создал десятисекундный видеоролик (дип-программа), после просмотра которого примерно 93 % населения Земли могло воспринимать виртуальный мир, как реальный. На основе Интернета крупнейшие мировые корпорации, «Microsoft» и «IBM», создали виртуальный город Диптаун. Замысел удался, и город заселили люди со всего земного шара. Вместо посещения сайтов пользователи заходили в различные здания. Свои представительства в виртуальной реальности открыли рестораны, банки, корпорации и многие другие. Вместо форумов пользователи заходили в специальные модерируемые клубы.
Войдя в глубину, подавляющее большинство людей неспособно самостоятельно оттуда выйти. Подсознание человека воспринимает всё происходящее всерьёз. Поэтому для входа и выхода ими используется свой дом или номер в гостинице, где стоит аналогичный реальному компьютер, на котором можно запустить программу выхода. Для обеспечения безопасности во всех дип-программах встроен таймер, по сигналу которого пользователь выходит автоматически. Только единицы обладают способностью в любой момент покинуть глубину по собственному желанию. Их называют дайверами.
«Аль-Кабар» — транснациональная корпорация, специализирующаяся на производстве лекарств. Виртуальный дворец корпорации охраняется гигантским ифритом — защитной программой с искусственным интеллектом. Подобное решение Лукьяненко мог позаимствовать у братьев Стругацких. «Ифрит — разновидность джинна. Как правило, ифриты — это хорошо сохранившиеся дубли арабских военачальников. В институте используются М. М. Камноедовым в качестве вооруженной охраны, так как отличаются от прочих джиннов высокой дисциплинированностью. Механизм огнеметания ифритов изучен слабо и вряд ли будет когда-нибудь изучен досконально, потому что никому не нужен» — Аркадий и Борис Стругацкие, «Понедельник начинается в субботу», 1964 год.

## Сюжет
Главный герой, дайвер Леонид, вместе с ещё одним дайвером, оборотнем Ромкой, совершают ограбление транснациональной корпорации «Аль-Кабар», специализирующейся в том числе на производстве лекарств. После того, как Леонид проходит по мосту, по которому мог пройти только дайвер, его встречает глава компании Фридрих Урман. Ему нужны услуги дайвера, поэтому он соглашается отдать новое разработанное лекарство от простуды добровольно с условием, что Леонид вернётся. Также Урман сообщает, что эта информация стоит дороже, чем предложили Леониду. Попытка отследить дайвера оказывается безуспешной. Сняв защиту с файла при помощи хакера Маньяка, Леонид и Ромка отдают его заказчику. После сделки Леонида похищает вызванное им такси и привозит к «человеку без лица». Тот рассказывает ему, что в игре «Лабиринт смерти» возникла проблема, и предлагает «медаль вседозволенности» за её решение.

Спасение Неудачника

От начальника службы безопасности «лабиринта», Гильермо Агирре, Леонид узнаёт, что в игре застрял игрок, Неудачник, и сотрудничающие с компанией дайверы не могут его вывести с тридцать третьего уровня игры. Каким-либо образом Неудачник погибает на уровне, и его отбрасывает в начало. Для того, чтобы попасть на этот уровень, Леониду приходится, используя дайверские способности и навыки игрока в «Doom», пройти все предыдущие. После четырнадцатого этапа Леонид выходит отдохнуть, и его узнают убитые им игроки. Убегая от погони, дайвер забегает в виртуальный бордель «Всякие забавы», системы безопасности которого не позволяют вошедшим видеть друг друга. В альбомах девушек он находит лицо, напоминающее ему его компьютерную программу-помощницу — Вику. Оплачивает ночь, но от усталости сразу же засыпает.
Леонид возвращается в игру и доходит до уровня Неудачника. Попытка его спасти оказывается безуспешной. После разговора со штатными дайверами Леонид возвращается обратно в бордель к Вике. Они с Викой идут в служебную зону, где Леонид знакомится с местным хакером Зукой или Компьютерным Магом. Леонид ведёт Вику в своё любимое заведение «Три поросёнка». После свидания дайвер возвращается в лабиринт, но ему опять не удается спасти Неудачника. Администрация расторгает контракт с ним. Фридрих Урман рассказывает Леониду, что они не могут отследить вход Неудачника в сеть, поэтому он полагает, что тот смог войти в виртуальность без компьютера. «Аль-Кабар» также заинтересован в Неудачнике.
После безуспешных попыток вывести Неудачника Леонид решает воспользоваться вирусом. Он берёт у Маньяка «Warlock-9000» и с его помощью создаёт туннель из игры. Вместе с Неудачником он скрывается под защитной системой борделя. Леонида обвиняют в преступлении, угрожающем существованию Диптауна. После атаки на бордель Леонид и Вика, также оказавшаяся дайвером, вместе с Неудачником уходят на сервер с виртуальным ландшафтом, созданным Викой. Оттуда им удаётся выйти через сервер ролевиков. Спасаясь от Дибенко, беглецы укрываются в виртуальном доме Леонида. При этом Леонид обретает новые способности воздействовать на виртуальность. Благодаря им ему удаётся запугать выдвинувших обвинения лиц. Неудачник возвращается туда, откуда пришёл, так и не раскрыв тайну своей личности. В состоянии дип-психоза, заболевании смешивающем реальность с виртуальностью, Леониду кажется, что он встречает Вику в реальности, где выясняется, что всё это время в виртуальности они использовали свои настоящие облики.

## Создание и издания

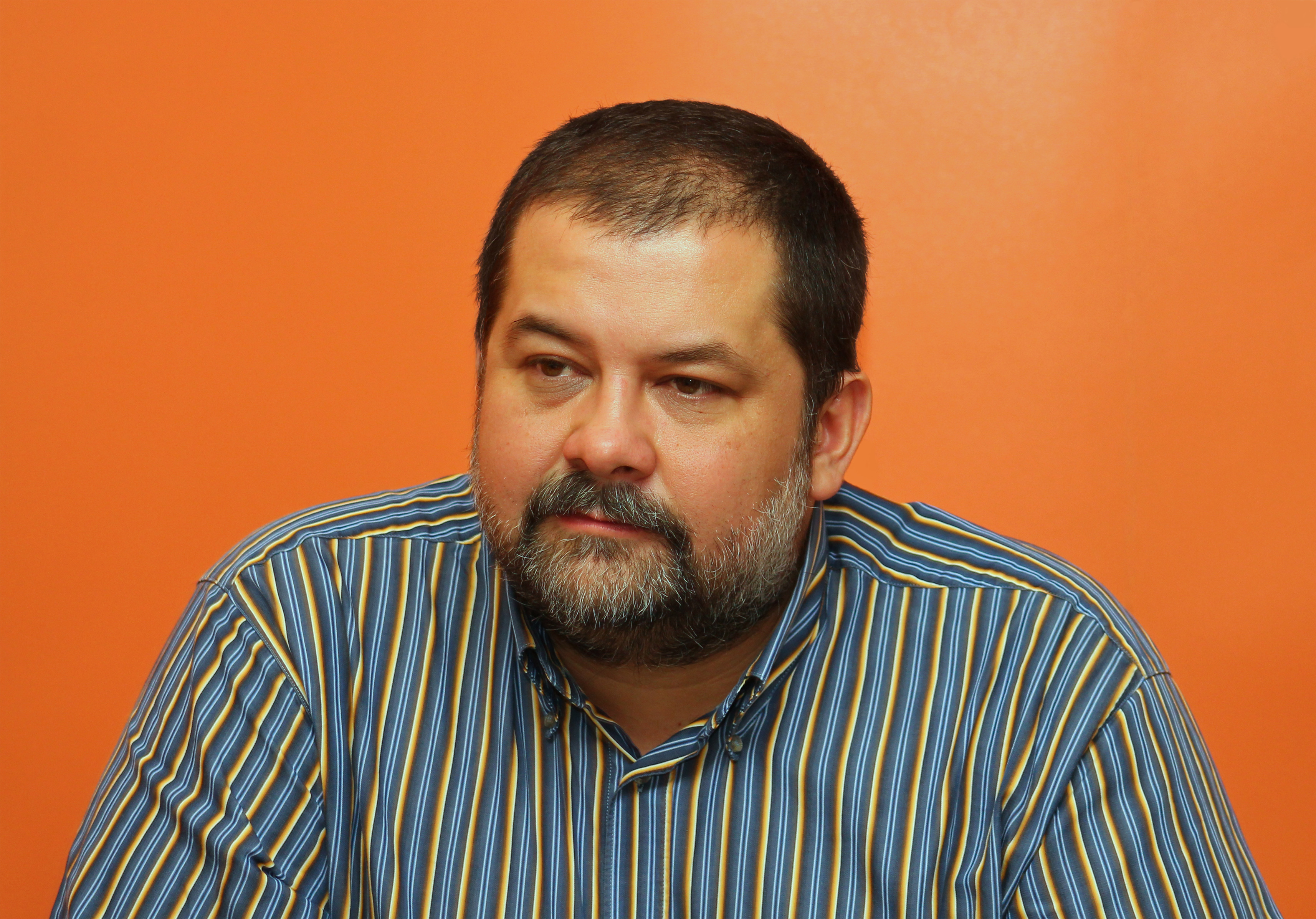
Сергей Лукьяненко

Роман «Лабиринт отражений» возник в результате спора Сергея Лукьяненко по поводу киберпанка и его разновидностей. Новый роман доказал, что можно написать не только классический асоциальный и бунтарский киберпанк, но и лирический, нравственный, бытовой «киберпанк с человеческим лицом». Формально роман относится к жанру киберпанка, но вполне укладывается в русло киберфантастики.
В ходе работы над произведением выяснилось, что писатель-фантаст Владимир Васильев также пишет «компьютерный» роман. Тогда Лукьяненко пересказал своему давнему другу одну из сцен, в которой после побега из «Лабиринта смерти» Леонид выводит из глубины заигравшегося чайника. Писатели решили сделать сознательное пересечение текстов в своих киберпанковских романах. Васильев в «Сердцах и моторах» описал ту же сцену, но уже глазами своего героя.
Основой для описания игры «Лабиринт смерти» послужил шутер от первого лица Doom II 1994 года.
Роман был написан на компьютере, к работе за которым к тому времени уже успел перейти писатель с бумаги и пишущей машинки. Во время работы из-за сбоя программного обеспечения Лукьяненко чуть не потерял почти дописанную единственную версию «Лабиринта отражений». Роман удалось спасти. По завершении его не планировалось выкладывать в сеть, но по случайности это произошло, где роман быстро распространился, став «культовым среди сетевиков».
Поклонники требовали продолжения истории про виртуальность, несмотря на то что этого не было в первоначальных замыслах автора. На специально созданном сайте любой желающий мог предложить свою версию. Однако, через некоторое время у Лукьяненко неожиданно появилась идея для второго романа. Были написаны «Фальшивые зеркала».
| Год  | Издательство     | Место издания   | Серия                         | Тираж (в тысячах) | Примечание                                                                 | Источник |
| ---- | ---------------- | --------------- | ----------------------------- | ----------------- | -------------------------------------------------------------------------- | -------- |
| 1997 | АСТ              | Москва          | Звездный лабиринт             | 5 + 5             | Начало цикла «Диптаун» и два внецикловых рассказа. Доп. тираж в 1998 году. | [ 9 ]    |
| 2000 | Terra Fantastica | Санкт-Петербург | Странники                     | 1                 | Мультимедийное издание на CD-диске.                                        | [ 10 ]   |
| 2000 | АСТ              | Москва          | Звездный лабиринт             | 5,1 + 52          | Роман отдельно. Доп. тиражи с 2001 по 2009 год.                            | [ 11 ]   |
| 2003 | АСТ              | Москва          | Звездный лабиринт: коллекция  | 10 + 58           | Трилогия «Диптаун» в одном томе. Доп. тиражи с 2004 по 2011 год.           | [ 12 ]   |
| 2006 | АСТ              | Москва          | Чёрная серия (танковая щель)  | 10 + 10           | Роман отдельно. Доп. тираж в 2006 году.                                    | [ 13 ]   |
| 2007 | АСТ              | Москва          | Библиотека фантастики         | 5                 | Цикл «Диптаун» в одном томе.                                               | [ 14 ]   |
| 2007 | АСТ              | Москва          | Библиотека мировой фантастики | 3 + 1,5           | Цикл «Диптаун» в одном томе.                                               | [ 15 ]   |
| 2011 | АСТ              | Москва          | Новая коллекция фантастики    | 5                 | Трилогия «Диптаун» в одном томе.                                           | [ 16 ]   |
| 2012 | АСТ              | Москва          | Звездный лабиринт 3 (мини)    | 7                 | Роман отдельно.                                                            | [ 17 ]   |
| 2014 | АСТ              | Москва          | Весь Сергей Лукьяненко        | 3                 | Книга вышла под заголовком «Глубина». Трилогия «Диптаун» в одном томе.     | [ 18 ]   |

| Год  | Название                  | Издательство    | Место издания | Язык       | Переводчик   | Примечание | Источник |
| ---- | ------------------------- | --------------- | ------------- | ---------- | ------------ | ---------- | -------- |
| 2002 | Labirynt odbić            | Amber           | Варшава       | Польский   | Э. Скурская  |            | [ 19 ]   |
| 2002 | Лабиринтът на отраженията | Квазар          | София         | Болгарский |              |            | [ 20 ]   |
| 2005 | Peegelduste labürint      | Varrak          | Таллин        | Эстонский  | Tanel Rõigas |            | [ 21 ]   |
| 2007 | Bludiště odrazů           | Triton, Argo    | Прага         | Чешский    | П. Вайгель   |            | [ 22 ]   |
| 2009 | Labirynt odbić            | Wydawnictwo Mag | Варшава       | Польский   | Э. Скурская  |            | [ 23 ]   |
| 2009 | Лабиринтът на отраженията | ИнфоДар         | София         | Болгарский | В. Велчев    |            | [ 24 ]   |
| 2010 | Labyrinth der Spiegel     | Heyne Verlag    | Мюнхен        | Немецкий   | C. Pöhlmann  |            | [ 25 ]   |

## Критика и оценки
Лаборатория Фантастики

 Goodreads

 LibraryThing

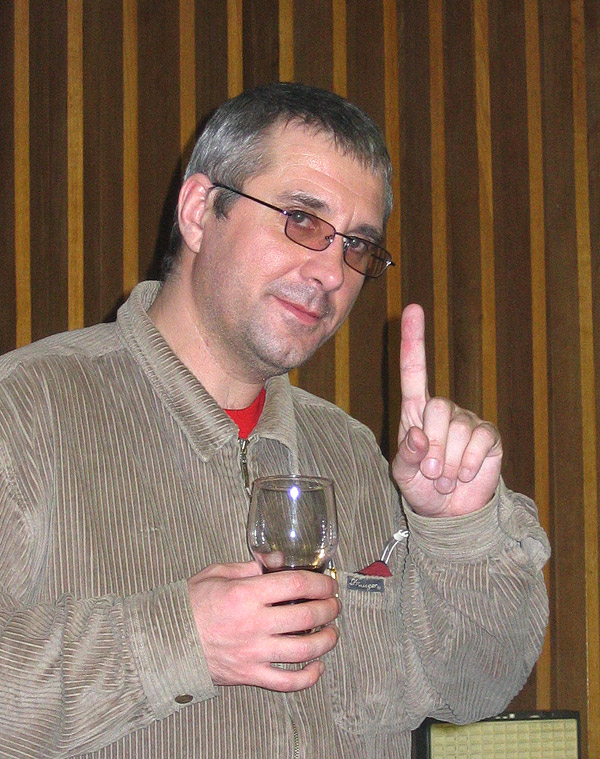
Владимир Васильев

Популярность романа можно объяснить его непосредственной близостью к жизни и реалистичной передачей мечтаний практически любого человека, близко знакомого с компьютерными играми. Вместе с тем, в романе заложено некоторое предостережение против неограниченной свободы. По мнению Бориса Невского, в отличие от западного киберпанка, возникшего на основе «тревоги части западных интеллектуалов по поводу развития общества», и таким образом, основанного на «западной системе ценностей и ментальности», русский киберпанк, и «Лабиринт отражений» в частности, можно назвать лишь подражанием, ввиду отсутствия «собственной киберпанковской идеологической модели». Писатель-фантаст Владимир Васильев соглашаясь с тем, что роман не относится к классическому киберпанку по американскому мировоззрению, отметил, что «Лабиринт отражений» — «это именно русский киберпанк», где «русский человек рассказал о русских людях русским читателям». Именно этим по его мнению вызвана популярность романа в сетях, сначала ФИДО, а потом и в Интернете.
Создание полносенсорной иллюзии настоящей жизни — виртуальной реальности — является довольно сложной задачей, несмотря на простоту идеи подменить ощущения человека поддельными. В этом плане придуманная Лукьяненко в романе компьютерная программа deep, заставляющая человека воспринимать происходящее на экране как реальную жизнь, была отмечена как изящная. Также выделяется «Диптаун» — виртуальное пространство, обустроенное пользователями, и «WindowsHome» — предполагаемая автором операционная система, обслуживающая подключение к глубине.

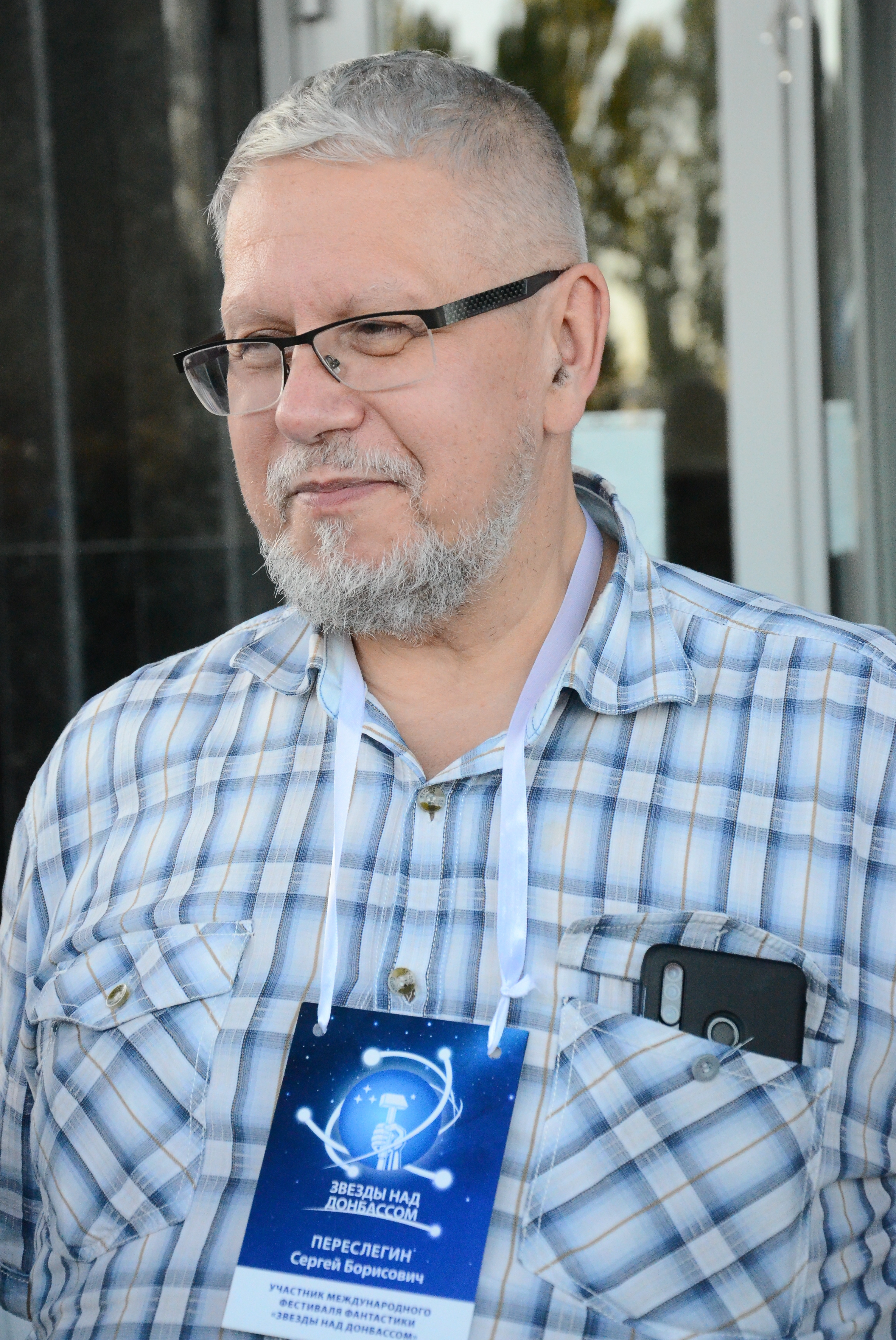
Сергей Переслегин

Литературный критик Сергей Переслегин отмечает, что любое художественное произведение строится на определённой логике, устанавливающей «систему измеримых связей внутри текста». В случае сложного художественного мира возможно образование противоречия между его логикой и требованиями сюжета. По мнению критика, в «Лабиринте отражений» Лукьяненко «не заметил, что его построения рассыпаются, стоит только перейти к бисистеме: один человек находится в виртуальной реальности, а второй страхует его, сидя за компьютером». Слабым местом книги, по мнению Дарьи Марковой, также можно назвать неоднозначность ответа на вопрос о личности Неудачника, заставившего остальных героев «гадать, кто или что он такое: живой человек, утонувший в виртуальности, порождение Сети, пришелец или ловкий шутник, дурящий головы отгадчикам». А уход персонажа без объяснений можно сравнить с «простейшим обрубанием нити», решающим проблему исчерпанного героя-идею.
По мнению Сергея Сиротина, творческое сознание во многом зависит от научных достижений, которые мешают ему создать альтернативную, поражающую воображение картину мира, бросающую вызов закономерностям земной жизни. В «Лабиринте отражений» Лукьяненко во многом удалось избежать этого. Его виртуальная реальность живёт по своим законам, а пересечения с реальностью «не убивает собственной специфики» этого мира. Тем не менее, писатель обходит общими словами затронутые им же философские проблемы, привнося таким образом «актуальность» и заставляя читателей «снова оглядываться на себя и наш мир». Автор не защищает свой вымысел, а словами о том, что не надо «блуждать в лабиринтах, когда выход рядом… влюбляться в отражения, если рядом живые люди», по мнению Сиротина, «своею рукой убивает фантастику».
Помимо художественных качеств, роман представляет интерес для лингвистического исследования «компьютерной лексики» и её влияния на понимание текста. В романе одновременно присутствуют термины, профессионализмы и жаргонизмы, большая часть которых используется без пояснений. В частности, такие термины как винчестер, вирус, диск, клавиатура, оперативная память, программное обеспечение, процессор, файл и им подобные уже зафиксированы в словарях современного русского языка. В то же время, большинство жаргонизмов, использованных автором, также осталось без какого-либо пояснения. В их числе, например, софт, комп, железо, форточка, полуось, чайник, думер, сисоп и другие.
Компьютерная сага о городе Диптаун, изданная одним томом, стала второй в рейтинге бестселлеров среди произведений фантастических жанров онлайн-магазина «Озон» по состоянию на март 2004 года.
В 1998 году роман был отмечен премией крупнейшего всероссийского конвента любителей фантастики, фэнтези и ролевых игр — «Зиланткон». Был номинирован на премию «Сигма-Ф» — приз читательских симпатий журнала «Если».

## Адаптации
Аудиокниги
В 2005 году вышла адаптация книги от «1С». Аудиокнига весьма продолжительна — 13 часов 21 минута. Актёр Кирилл Петров читает роман полностью, хотя при создании аудиокниг могут быть не включены незначительные сюжетные линии. Петров хорошо владеет голосом, умело передает образы, переживания и интонации большинства героев, улавливает атмосферу происходящего.
| Год  | Издательство | Место издания | Серия                        | Продолжительность | Примечание                                                      | Источник |
| ---- | ------------ | ------------- | ---------------------------- | ----------------- | --------------------------------------------------------------- | -------- |
| 2002 | СиДиКом      | Москва        | Лучшая российская фантастика | 12 ч 52 мин       | Монолог. Текст читает Вячеслав Герасимов.                       | [ 37 ]   |
| 2005 | Элитайл      | Москва        |                              | 13 ч 51 мин       | Монолог, музыкальное сопровождение. Текст читает Кирилл Петров. | [ 38 ]   |
| 2005 | 1С-Паблишинг | Москва        |                              | 13 ч 51 мин       | Монолог, музыкальное сопровождение. Текст читает Кирилл Петров. | [ 39 ]   |

Экранизация
В 2004 году появилась информация о готовящейся экранизации романа. «Первый канал» приступил к работе над полнометражным художественным фильмом с рабочим названием — «Глубина». Выход картины в кинотеатрах был запланирован на конец 2005 года, телевизионная версия, состоящая из 4 эпизодов, должна была выйти в 2006 году. Создатели проекта решили, что название «Лабиринт отражений» для фильма слишком громоздко, но последующий сериал сохранит оригинальное название. Первая версия сценария была написана писателями Мариной и Сергеем Дяченко. Лукьяненко изначально просматривал все версии сценария, однако непосредственно написанием не занимался. Впоследствии Первый канал переориентировался на выпуск второго фильма из серии Дозоров, отложив работу над экранизацией. Неоднократно сообщалось о возобновлении работы. 9 июня 2015 года в официальном блоге Лукьяненко написал, что работы не возобновились, но Первый канал не отказывается от проекта.
Настольная игра
По мотивам романа в 2006 году Алексей Калинин и издательство «АСТ» выпустили настольную карточную игру «ДипТаун. Зов глубины». Игра посвящена всей виртуальной саге, объединяющей романы «Лабиринт отражений», «Фальшивые зеркала» и «Прозрачные витражи». В игре принимает участие от 2 до 6 человек. Продолжительность партии 30—50 минут. Игрок в роли дайвера должен взламывать сервера, преодолевая защитные программы с помощью боевых вирусов и программ, одновременно мешая делать то же самое остальным игрокам и защищая уже взломанные сервера. Побеждает взломавший больше защитных программ игрок, дайвер которого оказался выше в Галерее Дайверов.